# Appoigny
Appoigny é uma comuna francesa na região administrativa de Borgonha-Franco-Condado, no departamento de Yonne. Estende-se por uma área de 22,04 km². Em 2010 a comuna tinha 3 298 habitantes (densidade: 149,6 hab./km²).